# Krkljanska Reka
Krkljanska Reka är ett vattendrag i Nordmakedonien.   Det rinner genom kommunen Kriva Palanka, i den nordöstra delen av landet, 80 kilometer öster om huvudstaden Skopje.